# Mitsubishi Estate
Mitsubishi Estate Co., Ltd. (三菱地所株式会社 Mitsubishi Jisho Kabushiki-gaisha, MEC) (TYO: 8802
) er en japansk ejendomsinvesteringsvirksomhed. Virksomheden der er grundlagt i 1937 er et af kernemedlemmerne i Mitsubishi-konglomeratet. Mitsubishi Estate har sit hovedkvarter Otemachi Building i Ōtemachi, Chiyoda, Tokyo.

## Forretninger
MEC er Japans næststørste ejendomsinvestor (efter Mitsui Fudosan) og er involveret i ejendomsforvaltning samt forskning indenfor arkitektur og design.
I 1989 opkøbte koncernen Rockefeller Group i New York, ejendomsinvesteringsselskabet der ejede Rockefeller Center. Siden da er den ældste sektion af centret blevet frasolgt, mens den vestlige korridor stadig ejes af koncernen.
MEC ejer Japans højeste bygning, Yokohama Landmark Tower, Sanno Park Tower og Marunouchi Building i Tokyo.

## Aktionærer
(opgjort februar 2005)
- Meiji Yasuda Life Insurance Company (4,50%)
- Japan Trustee Services Bank (Trust Account) (4,38%)
- Bank of Tokyo-Mitsubishi (3,73%)
- Mitsubishi Trust and Banking Corporation (3,49%)
- Tokio Marine and Fire Insurance Co. (3,29%)
- Mitsubishi Trust and Banking Corporation (Trust Account) (3,25%)
- Obayashi Corporation (2,31%)
- Taisei Corporation (2,25%)
- UFJ Trust Bank Limited (Trust Account A) (2,20%)
- Takenaka Corporation (2,17%)

## Datterselskaber
(opgjort februar 2005)
- Mitsubishi Jisho Sekkei
- Mitsubishi Real Estate Services Co.
- Mitsubishi Estate Home Co.
- Yokohama Royal Park Hotel Co.
- Aqua City Co.
- Marunouchi Heat Supply Co.
- Yokohama Sky Building Co.
- Royal Park Hotel Co.
- Rockefeller Group International